# Carl Grasser
Carl Grasser (* 1. Oktober 1845 in Wien; † 1. Oktober 1902) war ein bedeutender österreichischer Waffenfabrikant während der Österreichisch-Ungarischen Monarchie. Das Unternehmen hatte seinen Sitz in der Burggasse 38 im 7. Wiener Gemeindebezirk Neubau.

## Geschichte

Werbung von Carl Grasser (1900)

1848 kam der Tiroler Schwertfeger Andreas Grasser nach Wien und errichtete ein kleines Geschäft, das er immer mehr vergrößerte. Nach seinem Tode ging das Unternehmen in den Besitz seines Sohnes Carl über, der es den Zeitverhältnissen entsprechend ausbaute und vor allem die Schwertfegerei auf eine damals moderne Grundlage brachte. Carl Grasser verstand es, sein Gewerbe als Geschäftsmann leistungsfähig zu machen. Er wurde Armeelieferant und erhielt bald darauf die Belieferungsbefugnis der Säbel- und Fechtrequisiten für die Militär-Akademien, den Turn- und Fechtlehrerkurs, das Reitlehrinstitut, die verschiedenen Kadettschulen, die orientalische Akademie usw.
Auf Grund der hohen Qualität seiner Produkte wurde Grasser zum k.u.k. Hoflieferanten ernannt und durfte sich „k.u.k. Hof-Armee-Waffen- u. Fechtrequisiten-Fabrikant“ nennen. Ferner war er Kammerlieferant des Erzherzogs Eugen von Österreich-Teschen. Später erhielt er für die ihm vom deutschen Kaiser übertragene Herstellung eines kunstvoll gearbeiteten Ehrensäbels für den Feldzeugmeister Freiherr von Schönfeld auch den Titel eines kaiserlichen deutschen Hoflieferanten. Weiter wurde er Lieferant der k.k. niederösterreichischen Statthalterei und Lieferant von Herzog Philipp von Sachsen-Coburg-Gotha.
Grasser erhielt anlässlich des 50-jährigen Bestehens seines Hauses mannigfach Ehrungen, die auch von seiner persönlichen Beliebtheit Zeugnis ablegten. Nach seinem Tod wurde das Geschäft von seinen Erben weitergeführt. Die Firma war um 1900 in ihrer Branche die erste und hinsichtlich der für das damalige Publikum geschmackvollen und künstlerischen Ausführung ihrer Erzeugnisse führend. Grasser führte nur Blankwaffen, seine Waffenfertigung galt von ihrer technischen Einrichtung her als musterhaft und war eine der leistungsfähigsten der Monarchie.

### Auktionen
Bis heute erzielen Produkte von Grasser auf Auktionen sehr hohe Preise. Ein Beispiel ist ein sehr seltener Infanteriesäbel als Schiesspreis des Kaisers aus dem Jahre 1902. Der Säbel ist 95,5 cm lang und beidseitig gekehlt, die Vorder- und Rückseite ist mit geätzter Inschrift dekoriert und zeigt als Hersteller "Carl Grasser H.F. & Armeewarenfabrik Wien" und für die Klingenmarke "Echt Damast Eisenhauer / Solingen". Für diese Klinge wurde ein Mindestpreis von € 1.000 verlangt.

## Auszeichnungen
- Grasser wurde mit dem Franz-Joseph-Orden ausgezeichnet.
- Sein Sohn ist im Ehrenbuch der österreichisch-ungarischen Wehrmacht: die Ausgezeichneten im Weltkrieg, Band 1 erwähnt.[4]